# Ann-Sofi Pettersson
Elin Ann-Sofi Pettersson, po mężu Colling i Saltin (ur. 1 stycznia 1932 w Sztokholmie) – szwedzka gimnastyczka. Trzykrotna medalistka olimpijska.
Brała udział w dwóch igrzyskach (IO 52, IO 56), na obu zdobywała medale. W Helsinkach Szwedki zwyciężyły w ćwiczeniach z przyborem, w Melbourne w tej samej konkurencji zajęły drugie miejsce. W Australii Pettersson wywalczyła również brąz w skoku przez konia. W 1950 sięgnęła po trzy medale mistrzostw świata, dwa złote (drużyna i ćwiczenia na poręczach) oraz jeden srebrny (wielobój indywidualnie). Cztery lata później triumfowała w skoku (ex aequo z Tamarą Maniną).